# Lu Kuj-meng
Lu Kuj-meng (pinjin, hangsúlyjelekkel: Lù Guīmēng; hagyományos kínai: 陸龜蒙; egyszerűsített kínai: 陆龟蒙; Wade-Giles átírás: Lu Kuimeng) kínai költő a Tang-dinasztia korában. Születésének helye és ideje ismeretlen, i. sz. 881-ben hunyt el. Felnőtt korban kapott tiszteleti neve Lu-vang (Luwang, 鲁望) volt. Írói álnevei voltak még: Puli úr (甫里先生) (lakhelyéről, Puli városáról), valamint Tienszujcse (Tiansuizhi) (天隨子), és Csianghu Sanzsen (Jianghu Shanren) (江湖散人).
Igen művelt volt, de a hivatalnokvizsgán mégis megbukott. Ezután vándoréletbe kezdett, majd letelepedett a mai Szucsou (Suzhou) melletti Puli városkában, ahol nagy szegénységben, visszavonultan élt. Mintegy száz verse maradt fenn.
Pi Zsi-hsziu (Pi Rixiu) költőtársával létrehozott egy felelgetős költői játékot: egyikük elkezdett egy verset, másikuknak ezt ugyanabban a stílusban, a rímeket felhasználva kellett folytatnia. Így született a  Szunglin Csi (Songlin Ji) (松陵集) versgyűjteményük.
További művei között említésre méltó a Puli Csi (Puli Ji) (甫里集), a Puliban alkotott versek gyűjteménye, valamint egy, a vasekének szentelt irodalmi alkotás.
Sírja ma is látható a korabeli Puli helyén, Szucsou (Suzhou) közelében álló Lucse (Luzhe) városkában. A hagyomány szerint az ott álló két Ginkgo biloba fát a költő maga ültette.

## Fordítás
- Ez a szócikk részben vagy egészben a Lu Guimeng című angol Wikipédia-szócikk ezen változatának fordításán alapul.  Az eredeti cikk szerkesztőit annak laptörténete sorolja fel. Ez a jelzés csupán a megfogalmazás eredetét és a szerzői jogokat jelzi, nem szolgál a cikkben szereplő információk forrásmegjelöléseként.